# Fjørvatnet
Fjørvatnet (également appelé Fjærvatn, finnois/kvène: Höyhenjärvi, russe: Хеюхенъярви – Khejukhenjarvi) est un lac situé à la frontière entre la Norvège et la Russie.
Le lac est situé dans la réserve naturelle de Pasvik des deux côtés de la frontière. Du côté norvégien, il fait partie de la commune de Sør-Varanger, comté de Troms et Finnmark.
Le lac a une superficie totale de 7,96 km2 dont 4,94 km2 en Norvège et 3,02 km2 en Russie.